# Regla dels 30º

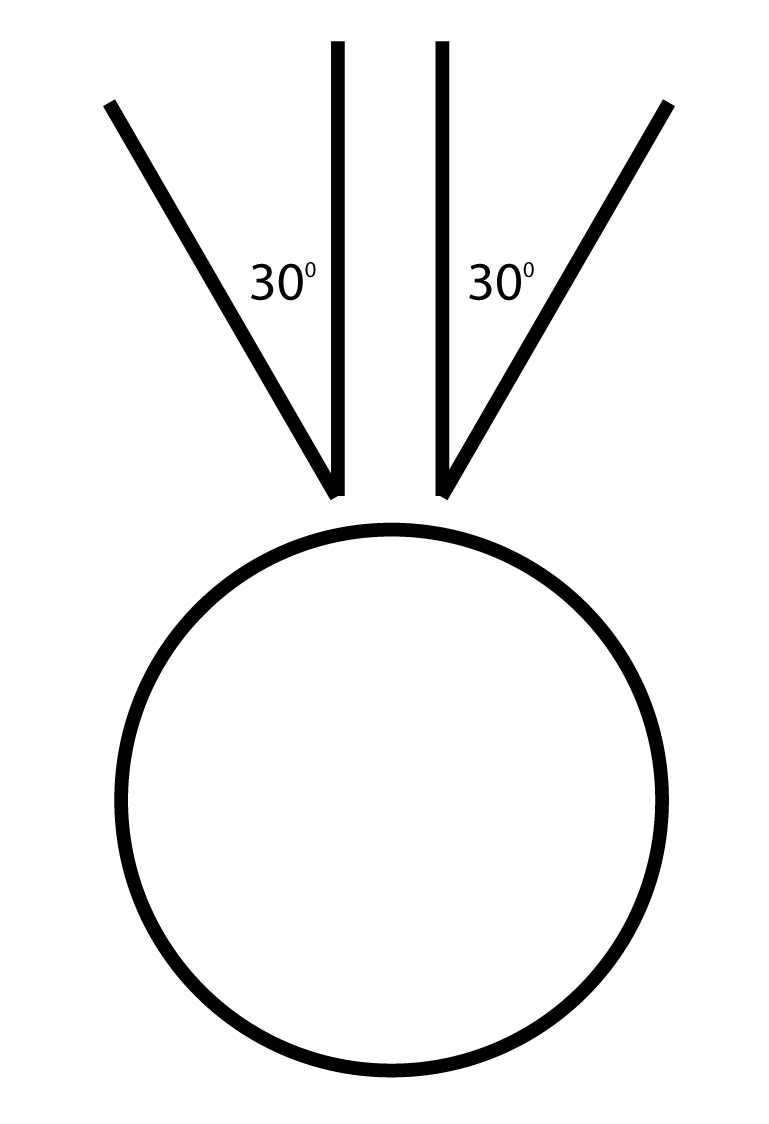
Relació entre els 30 graus i la visió humana binocular

La regla dels 30 graus és una guia bàsica d'edició de pel·lícules que estableix que la càmera ha de moure's almenys 30 graus entre les preses del mateix subjecte que tenen lloc una darrera l'altre. Si no se segueix aquesta regla, es produeix un salt massa sobtat i existeix el risc de que el públic passi a centrar-se en la tècnica de filmació en lloc de centrar-se en la història que s'està narrant.
El canvi de perspectiva de més de 30 graus fa que les preses d'imatge siguin prou diferents per a evitar un salt sobtat. D'altra banda, un excés de moviment al voltant del subjecte pot violar la regla dels 180 graus. Seguir aquesta regla pot suavitzar l'efecte obtingut al canviar la distància del pla, com per exemple canviar d'un pla mitjà a un close-up o a un close-up extrem.
La regla dels 30 graus té el seu origen a principis del segle xx. El llegendari cineasta francès George Méliès, productor d'una pel·lícula muda en blanc i negre, va inspirar als cineastes successors a prestar atenció a aquesta regla d'angle en fer talls entre plans similars o gairebé idèntics. Quan el propi Mèliés va fer el seu famós film Viatge a la Lluna (1902) va tractar d'enllaçar trossos de pel·lícula del mateix enquadrament i amb el mateix angle, després de canviar l'escena entre les preses d'imatge, perquè semblés que no hi havia cap tall en absolut. Va ser el primer intent del món per fer efectes especials.
Com suggereixen Timothy Corrigan i Patricia White a The Film Experience : "La regla pretén emfatitzar la motivació d'un canvi de pla intentant donar una visió substancialment diferent de l'acció. La transició entre dues preses d'imatge de menys de 30 graus de diferència podria ser percebuda com a innecessària o discontínua - resumint-, massa visible. En el seu llibre In The Blink of an Eye, l'editor Walter Murch diu:
| « | Tenim dificultats per poder acceptar el tipus de desplaçaments que no són ni subtils ni totals, per exemple: fer un tall des d'un pla de figura completa, fins a un pla lleugerament més ajustat que emmarqui als actors des dels turmells. El nou pla en aquest cas és prou diferent com per indicar que alguna cosa ha canviat, però no suficient com per fer-nos reavaluar el seu context.. | » |